# Pixel Theory
Pixel Theory è un film collettivo del 2013 costituito da sei episodi più un prologo e un finale, diretti da Alberto Carpintero, Mar Delgado, Esaú Dharma, David Galán Galindo, Pepe Macías, Juan José Ramírez Mascaró e Pablo Vara.
È stato presentato al Festival di Sitges del 2013 in una versione che conteneva ulteriori due episodi poi rimossi nel montaggio definitivo prima della distribuzione.
Gli episodi seguono un filo comune legato alla teoria in base alla quale un programma potrebbe generare tutte le immagini possibili, assemblando in tutte le combinazioni possibili, unità base, appunto definite pixel, di ogni colore possibile. Gli scenari fantascientifici lasciano spazio a trame vagamente thriller e, in alcuni casi, decisamente ironiche e brillanti, in uno sfondo che resta comunque generalmente serio.

## Trama

### Episodi

#### Prólogo
Nel XXI secolo viene creato il Programma, un software capace di elaborare immagini in maniera tale che, combinando tutti i colori in una tavolozza fatta di un numero grandissimo di pixel, si possano generare tutte le immagini possibili. Queste sono in numero limitato, seppure grandissimo, e vengono immagazzinate e catalogate nel Programma.

#### El Creador
- Regia: Pablo Vara
- Sceneggiatura: Esaú Dharma

Sandra perde la madre ma poi le appare un tale che si presenta come il padre che le prospetta anche la possibilità di scegliersi il futuro che lei preferisce. Una sorta di polizia frena quest'uomo che sembrerebbe essere il creatore del Programma, che però si ribella agli sviluppi che la sua creatura ha provocato, arrivando a rimuoversi un chip impiantato sottopelle.

#### La biblioteca de Lucien
- Regia: David Galán Galindo
- Sceneggiatura: David Galán Galindo

Il traffico illegale di immagini e scritti generati dal Programma è controllato dal Sindacato. Immagini che non sono mai state dipinte e libri che non sono mai stati scritti sono nascosti nella Biblioteca di Lucien. I "corridori" della FILO devono individuare la Biblioteca per smantellare l'organizzazione, ma solo la leadership del Sindacato ne conosce l'ubicazione. Alla morte del Magnar, il numero due della FILO, due corridori si ritrovano dentro la biblioteca per la prima volta. Il Fondatore deve scoprire chi di loro è il traditore che ha ucciso il Magnar e li sottopone ad una prova di riconoscimento di autenticità che passa attraverso la conoscenza dei fumetti.

#### UIOP
- Regia: Juan José Ramírez Mascaró
- Sceneggiatura: Juan José Ramírez Mascaró

Il Programma potrebbe essere responsabile di alcuni casi di follia che hanno portato a inspiegabili uccisioni? Attraverso una chiave che genera immagini particolari la mente umana può impazzire e rendersi protagonista di atti orribili. Un detective stanco e una psicologa neolaureata scoprono il segreto e sbaragliano i mostri generati da questa degnerazione, ma poi ne sono vittima entrambi.

#### Historia de una histeria
- Regia: Pepe Macías
- Sceneggiatura: Pepe Macías

Prima dell'informatica e prima dei computer esistevano già menti capaci di concepire il Programma. Nella Vienna, capitale austro-ungarica, un'artista d'avanguardia si rivolge a Sigmund Freud per curare un caso di apparente isteria. Dopo aver spiegato le teoria del pixel, senza conoscere ancora il concetto di pixel, l'artista trova da sola il rimedio al suo male. Uscendo dallo studio dello psicologo incontra un giovane Hitler, pittore incompreso, sostanzialmente afflitto dal suo stesso problema di scarsa approvazione, cui insegna inconsapevolmente il gesto che lo renderà celebre.

#### La ley Ariadne
- Regia: Alberto Carpintero
- Sceneggiatura: Juan José Ramírez Mascaró

Il programma può essere frenato? Per alcuni, il Programma è un simbolo di libertà, caos o il modo in cui Dio comunica con noi. Per il Governo è qualcosa di molto più semplice: il Programma è uno strumento, e come strumento ci vuole mano ferma che lo maneggi perché nessuno si faccia del male. Per questo varano un nuovo disegno di legge: la Legge Ariadne. E quando il presidente Durán sembra essere vittima della sua stessa legge, non cambia idea e va avanti spedito.

#### Gúgol
- Regia: Mar Delgado, Esaú Dharma
- Sceneggiatura: Esaú Dharma

In un futuro postapocalittico, il ritrovamento di uno strano oggetto del passato dà lo spunto per ripercorrere la storia. Viene così spiegato che lo stesso creatore del Programma dette vita ad un primo robot, Gúgol, per aiutare gli uomini a mettere in pratica lo stesso senza errori. Seguì la costruzione di un gran numero di robot che divennero i custodi del Programma e gli incaricati ad eseguire quella che venne definita la Missione. Gli umani però si accorsero che oltre a tanti benefici ne vennero cose impreviste e non gradite per cui decisero di mettere da parte il Programma e i robot che vennero destinati ad altre mansioni. Questo finché i robot non decisero di portare avanti la Missione ma fuori dalla terra, e quindi decollarono con tutto il sapere e lasciarono la terra, attorno alla quale ora orbitano in quella che viene definita la seconda luna. Partirono tutti i robot, tranne uno, Gúgol. Lo stesso che ha raccontato questa storia e che ora, con l'accumulatore ritrovato, è in grado di tornare dai suoi simili e lasciare la terra, che ora sarà ancora più desolata.

#### El Fin
Cinque milioni di anni più tardi un robot osserva da lontano l'esplosione della terra e sul suo display appare la scritta "Programma terminato".